# Jordanoleiopus hautmanni
Jordanoleiopus hautmanni là một loài bọ cánh cứng trong họ Cerambycidae.